# شاهزاده‌نشین توروف
شاهزاده‌نشین توروف (بلاروسی: Турава-Пінскае княства) به عقیده محققان اسلاویک شرق یک شاهزاده‌نشین قرون وسطی و زیربخش مهم فدارسیون روس کیف از سده ۱۰ میلادی در قلمروی جنوب بلاروس و شمال اوکراین کنونی بوده‌است.